# Slag bij Neerwinden (1693)
De Eerste Slag bij Neerwinden (29 juli 1693) vond plaats tussen het Franse leger van Lodewijk XIV, onder leiding van de hertog van Luxemburg en dat van de Liga van Augsburg onder Willem III van Oranje-Nassau, koning van Engeland en stadhouder van de Nederlandse Republiek. Het is een episode uit de Negenjarige Oorlog (1688 - 1697).
In de eerste Slag bij Neerwinden speelde de Kleine Gete tussen de dorpen Eliksem en Neerhespen een belangrijke rol. Koning en stadhouder Willem III had zijn hoofdkwartier opgeslagen nabij de brug te Overhespen in een zeer vervallen woning. Zijn troepenmacht van 50.000 man lag op de hoogten tussen Neerwinden, de Neerhespische Berg en Neerlanden, uitkijkend naar de Fransen, ca. 70.000 man sterk, die oprukten vanuit Landen. De legerstaf van de Liga achtte zijn opstelling, met een weidse blik op de vallei van Landen, en de rivier in de rug, als uitermate veilig, in zoverre zelfs dat op de avond voor de slag werd voorgesteld alle zeven bruggen over de Gete te vernielen, om de manschappen duidelijk te maken hoe zeker ze van de toestand waren. Dit werd afgewezen door Willem III, die zelf naast een brug gelegerd was, en niet zo zeker was van zijn gunstige positie (en met reden).
Om drie uur in de namiddag, na herhaaldelijk afgeslagen aanvallen, braken de Fransen te Neerwinden ter hoogte van de Kruiskapel door de versperringen, en op de weidse hoogvlakte van Wange en Hespen speelden zich de afgrijselijkste tonelen af: het grootste cavaleriegevecht van de eeuw. De Kleine Gete kon de stroom vluchtende soldaten niet verwerken en met honderden werden ze door de Fransen vertrapt in de zompige weiden of verdronken ze in de rivier.
De Slag nabij Neerwinden eiste ook veel burgerslachtoffers in de omliggende dorpen. In 1693 bereikte Walshoutem zelfs het grootste sterftecijfer, volgens een studie van Carl Pansaerts.
De Fransen kwamen als overwinnaars uit de strijd, maar er waren zware verliezen aan beide zijden (minimaal 12.000 Franse en 8.000 geallieerde doden en gewonden). Willem III zelf kon ontkomen. Gewoonlijk maakte Franse veldheren hun overwinningen met veel details en loftuitingen bekend, maar Luxembourg stuurde deze keer een summiere boodschap naar de Franse koning. Hoewel de Fransen de geallieerden succesvol verdreven van hun posities hadden zij zoveel schade geleden dat de veldtocht gestaakt moest worden. Ook brak er na de slag een muiterij uit in het Franse leger. Willem III was er dus in geslaagd om een beleg van Luik te voorkomen.
Deze slag wordt beschouwd als de bloedigste van de 17e eeuw. Het was ook de laatste overwinning van Luxembourg, die in 1695 zou overlijden. 

## Galerij

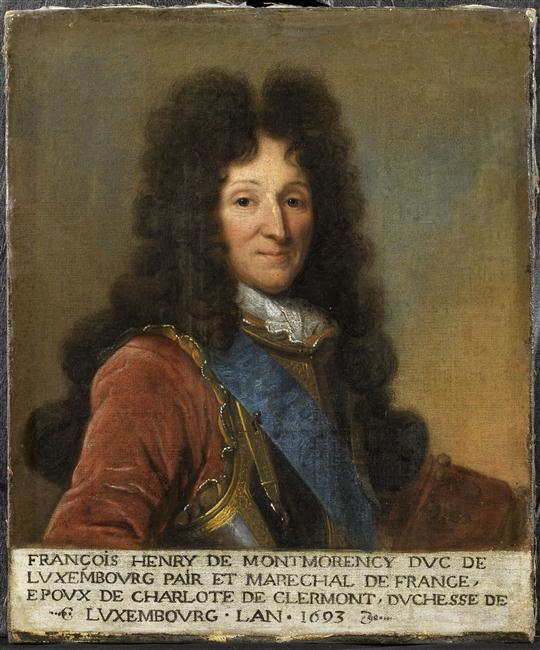
Hertog van Luxemburg
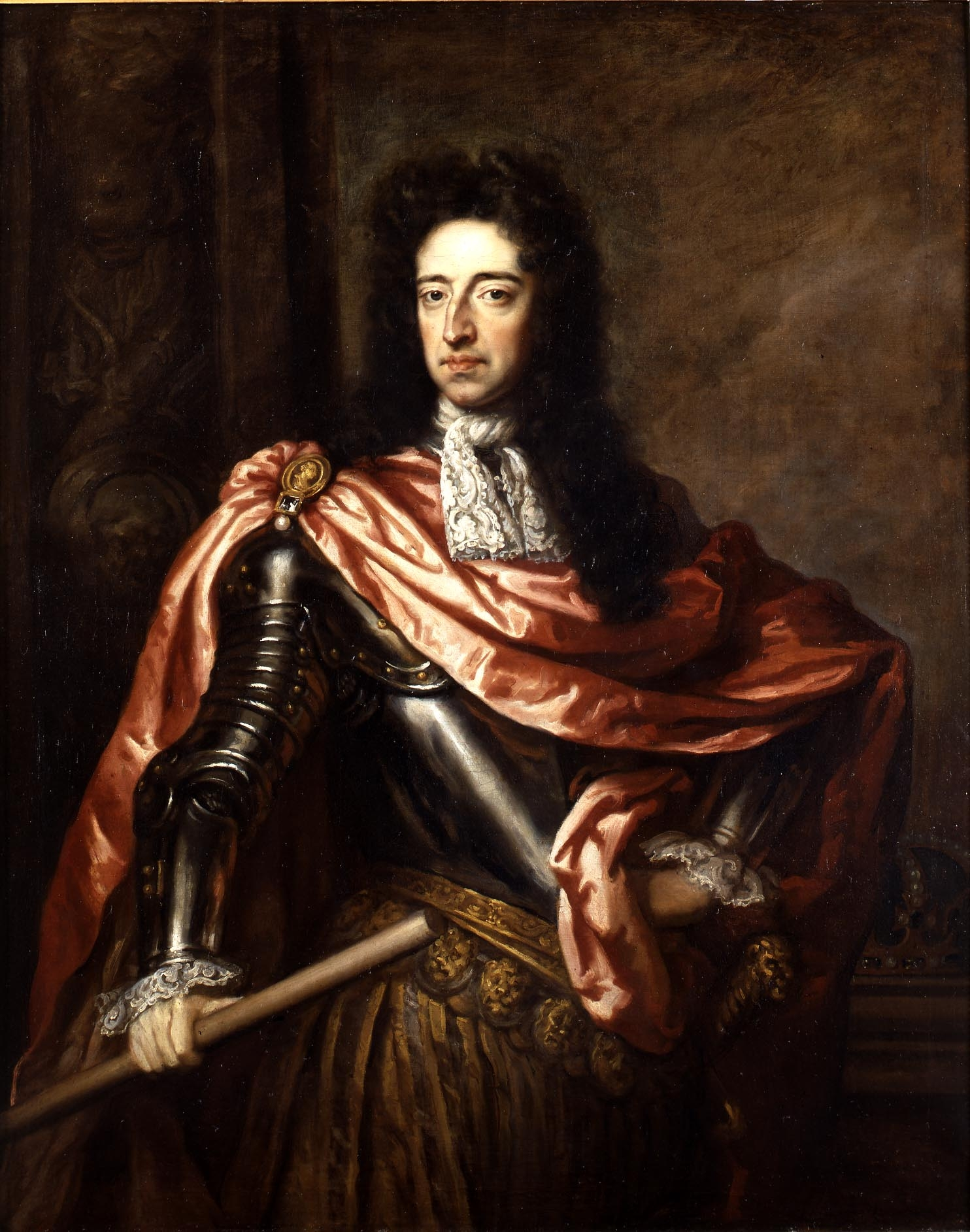
Willem III van Oranje
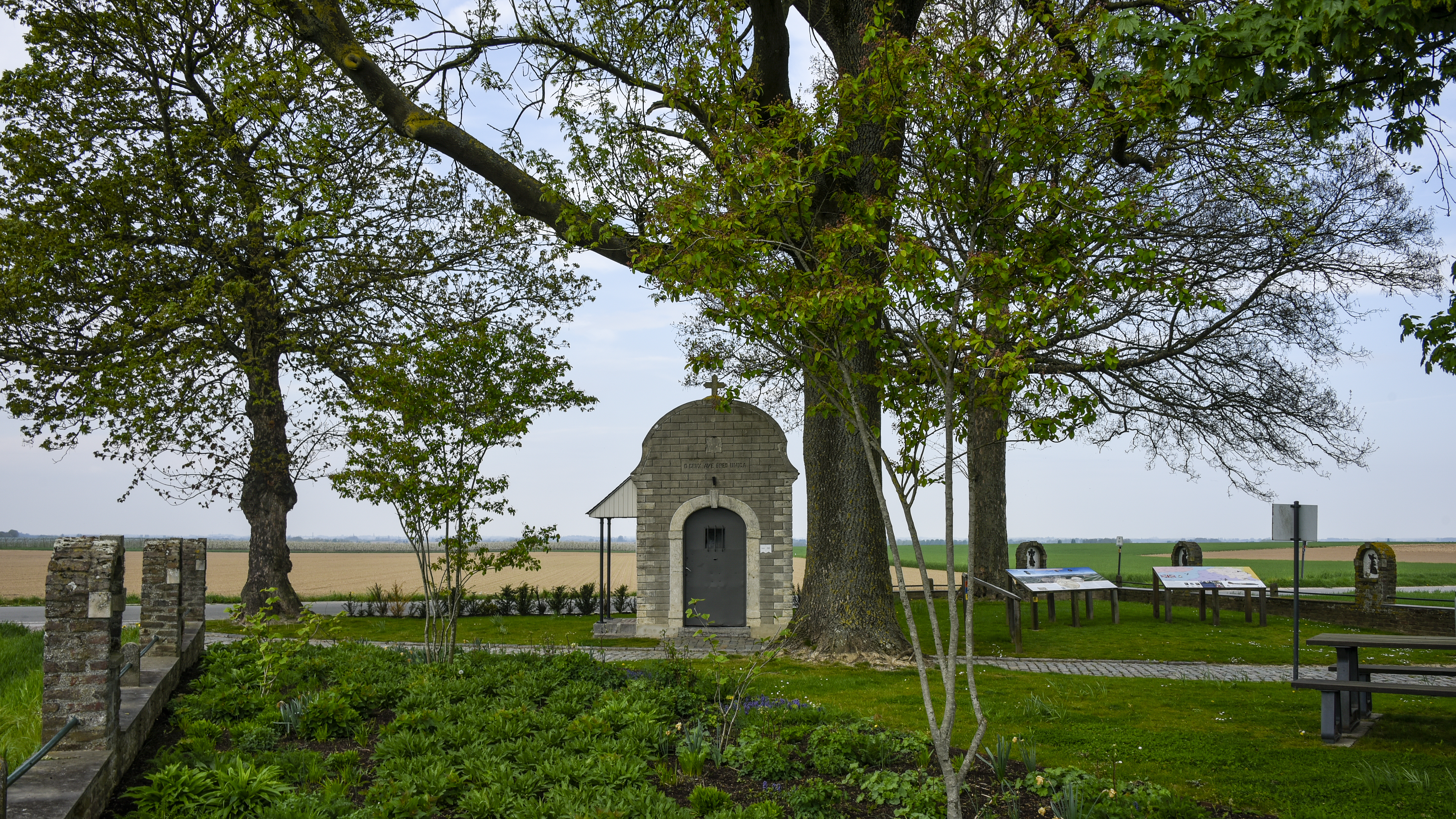
Heilig Kruiskapel te Neerwinden
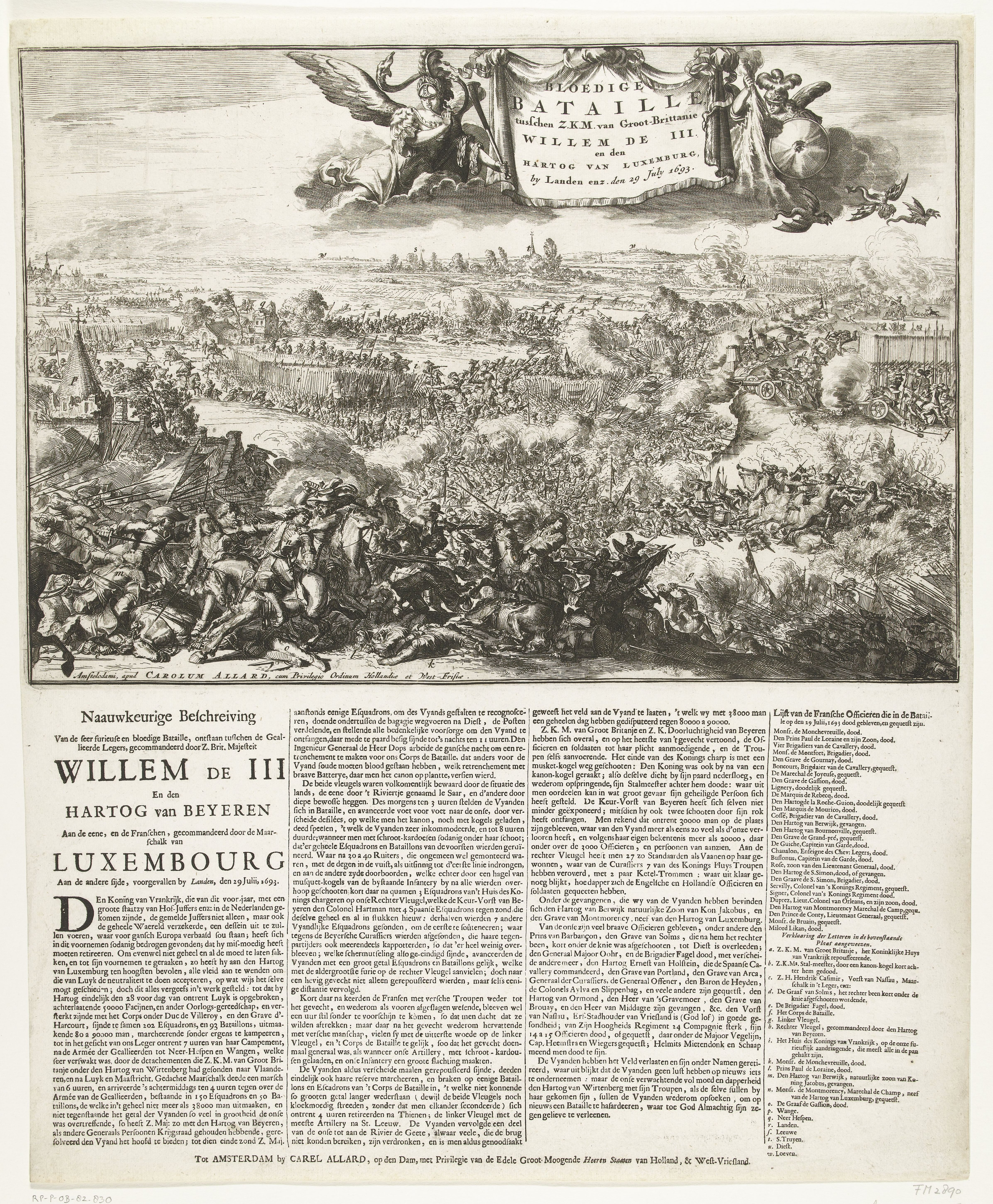
Beschrijving van de slag door Romeyn de Hooghe en Carel Allard
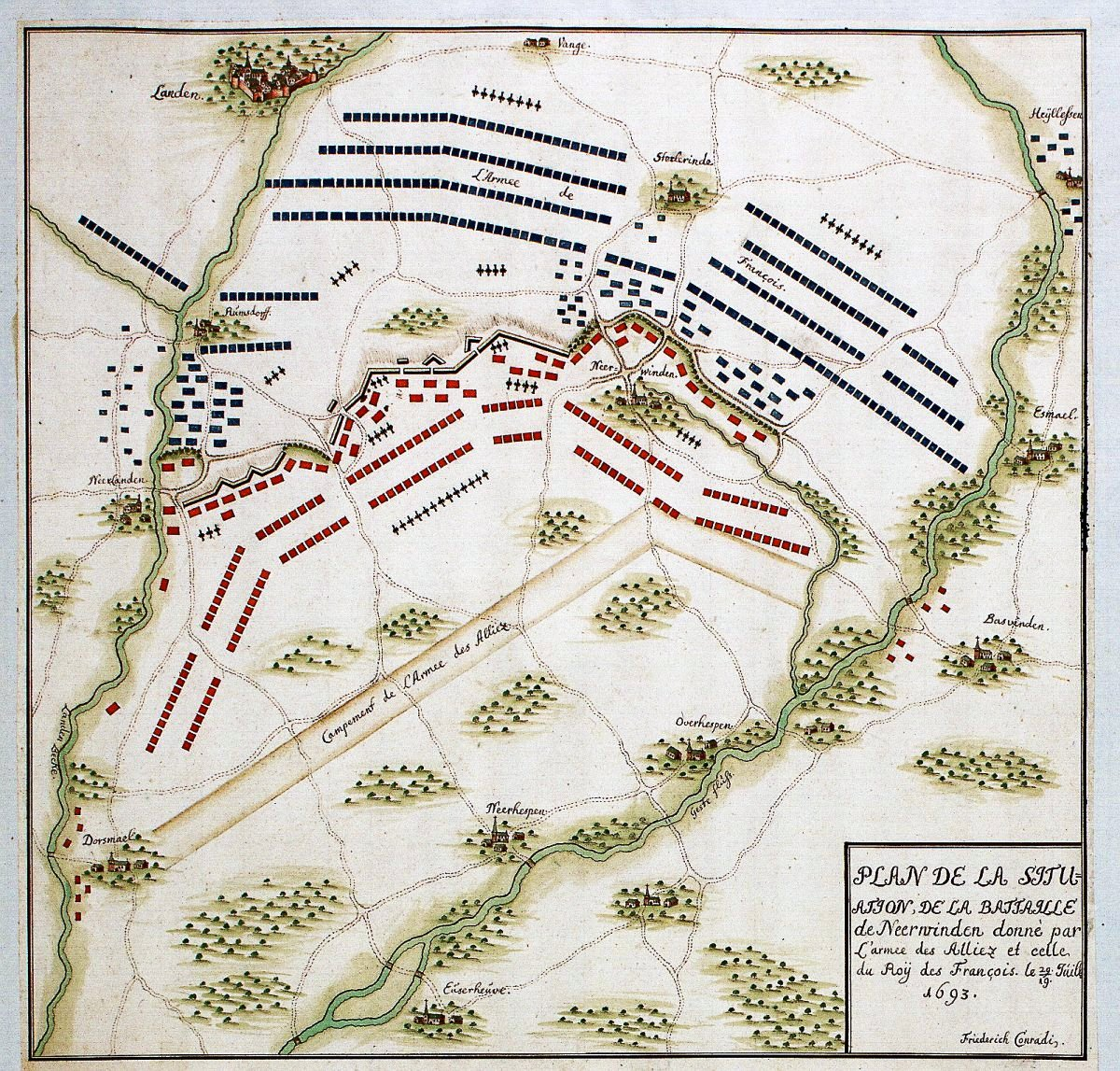
Geallieerde legers in het rood